# Суэльявр
Суэлья́вр — пресное озеро ледникового происхождения в северо-восточной части Кольского полуострова, относящейся к Мурманской области. Название озера происходит от саамского «суэль» — остров и «явр» — озеро.

## Расположение
Расположено в 38,5 километрах от Мурманского берега Баренцева моря, в 10 километрах к востоку от Серебрянского водохранилища. Через озеро проходит 36-й меридиан восточной долготы.
Относится к бассейну Баренцева моря, связывается с ним через Большую Оленку. Питание озера в основном снеговое и дождевое. Находится на высоте 240,3 метров над уровнем моря. Лежит в гористой, слегка заболоченой местности. Высота окрестных сопок достигает 365 метров, самые крупные из них: гора Невская (319,2 метра), Суэльяврпакх (295,2 метра) и Солнце (365,6 метров).

## Описание
Площадь озера — 12,1 км², это одно из 70 самых крупных озёр Мурманской области. Длина береговой линии составляет около 33 километров.
Суэльявр имеет типичную для озёр ледникового происхождения неровную форму с «рваными» краями, вытянутую по направлению движения отступающего ледника — с юго-запада на северо-восток. С севера и с юга в озеро вдаётся несколько узких полуостровов, образующих ряд заливов. Длина озера составляет около 6,3 километра, ширина — до 4,3 километра в широкой средней части. На его территории лежит три крупных безымянных острова высотой до 265 метров и длиной 1-1,4 километра, несколько островов меньших размеров и множество надводных камней у северного и южного побережья.
Из северной оконечности Суэльявра берёт начало река Большая Оленка, а с окрестных возвышенностей в него стекает большое количество небольших ручьёв, не имеющих названий. Вокруг Суэльявра разбросано множество других озёр, в большинстве безымянных. Самые крупные из близлежащих озёр: Мурвейявр (в 5 километрах к северу по течению Большой Оленки), Корозеро (в 5 километрах к востоку), Кэскасъявр (в 4 километрах к северо-востоку), Пеннэявр (в 1,5 километрах к югу, соединено с Суэльявром протокой), Пусьтявр (в 2,5 километрах к юго-востоку), Вансъявр (в 4,3 километрах к западу) и озёра Шокъявра (в 6 километрах к юго-западу).
Растительность по берегам озера тундровая, представлена в первую очередь мохово-лишайниковыми сообществами. Населённых пунктов на Суэльявре нет, ближайший населённый пункт — посёлок городского типа Туманный в 20 с небольшим километрах к северо-западу. Окружающая озеро местность труднодоступна, ближайший зимник пролегает в 5 километрах к юго-востоку вдоль западного берега Корозера.